# Agathosma stipitata
Agathosma stipitata är en vinruteväxtart som beskrevs av Neville Stuart Pillans. Agathosma stipitata ingår i släktet Agathosma och familjen vinruteväxter. Inga underarter finns listade i Catalogue of Life.